# Bongani Ndulula
Bongani Ndulula (Aliwal North, 29 de novembro de 1989) é um futebolista profissional sul-africano que atua como atacante.

## Carreira
Bongani Ndulula representou o elenco da Seleção Sul-Africana de Futebol no Campeonato Africano das Nações de 2015.